# Фехтование на летних Олимпийских играх 1936
Соревнования по фехтованию на летних Олимпийских играх 1936 года проводились среди мужчин и женщин.
Все золотые медали были завоёваны итальянскими и венгерскими фехтовальщиками. Французы остались без золотых наград в олимпийских соревнованиях фехтовальщиков впервые с 1912 года, когда они вообще не участвовали в фехтовальном турнире.

## Общий медальный зачёт
| Место | Страна   | Золото | Серебро | Бронза | Всего |
| ----- | -------- | ------ | ------- | ------ | ----- |
| 1     | Италия   | 4      | 3       | 2      | 9     |
| 2     | Венгрия  | 3      | 0       | 1      | 4     |
| 3     | Франция  | 0      | 2       | 1      | 3     |
| 4     | Германия | 0      | 1       | 2      | 3     |
| 5     | Швеция   | 0      | 1       | 0      | 1     |
| 6     | Австрия  | 0      | 0       | 1      | 1     |

## Медалисты

### Мужчины
| Дисциплина                  | Золото | Серебро | Бронза                                                                                                   |
| --------------------------- | --- | --- | --- |
| Шпага Личное первенство     | Франко Риккарди Италия | Саверио Раньо Италия                                                                                         | Джанкарло Корнаджа-Медичи Италия                                                                         |
| Шпага Командное первенство  | Италия · Франко Риккарди · Альфредо Пеццана · Эдоардо Манджаротти · Саверио Раньо · Джанкарло Корнаджа-Медичи · Джанкарло Брузати | Швеция · Ханс Дракенберг · Ханс Гранфельт · Густаф Дюрссен · Густав Альмгрен · Биргер Седерин · Свен Тофельт | Франция · Анри Дюльё · Филипп Катьо · Жорж Бюшар · Поль Вормсер · Мишель Пешё · Бернар Шмец              |
| Рапира Личное первенство    | Джулио Гаудини Италия | Эдвар Гардер Франция                                                                                         | Джорджо Боккино Италия                                                                                   |
| Рапира Командное первенство | Италия · Джулио Гаудини · Джорджо Боккино · Манлио Ди Роза · Джоаккино Гваранья · Чиро Верратти · Густаво Марци                   | Франция · Эдвар Гардер · Андре Гардер · Жак Кутро · Рене Буньоль · Рене Бонду · Рене Лемуэн                  | Германия · Отто Адам · Эрвин Касмир · Юлиус Айзенекер · Август Хайм · Зигфрид Лердон · Штефан Розенбауэр |
| Сабля Личное первенство     | Эндре Кабош Венгрия | Густаво Марци Италия                                                                                         | Аладар Геревич Венгрия                                                                                   |
| Сабля Командное первенство  | Венгрия · Аладар Геревич · Эндре Кабош · Пал Ковач · Тибор Берцей · Имре Райци · Ласло Райчаньи                                   | Италия · Густаво Марци · Винченцо Пинтон · Альдо Машотта · Атхос Танцини · Альдо Монтано · Джулио Гаудини    | Германия · Эрвин Касмир · Юлиус Айзенекер · Август Хайм · Ханс Эссер · Ханс-Георг Йёргер · Рихард Валь   |

### Женщины
| Дисциплина               | Золото             | Серебро               | Бронза              |
| ------------------------ | ------------------ | --------------------- | ------------------- |
| Рапира Личное первенство | Илона Элек Венгрия | Хелена Майер Германия | Эллен Прайс Австрия |